# Світ мистецтва (товариство)
Світ мистецтва — художнє об'єднання, створене в Петербурзі наприкінці 1890-х років.

## Передумови створення товариства

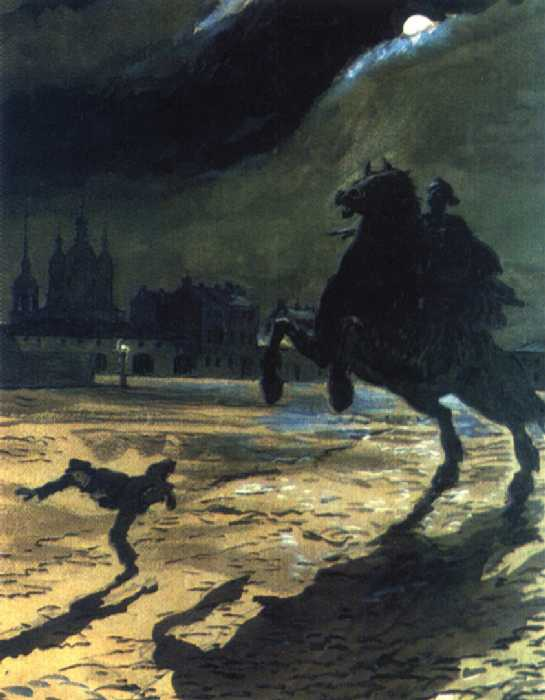
О. М. Бенуа. Ілюстрація до видання О. С. Пушкіна «Мідний Вешник»

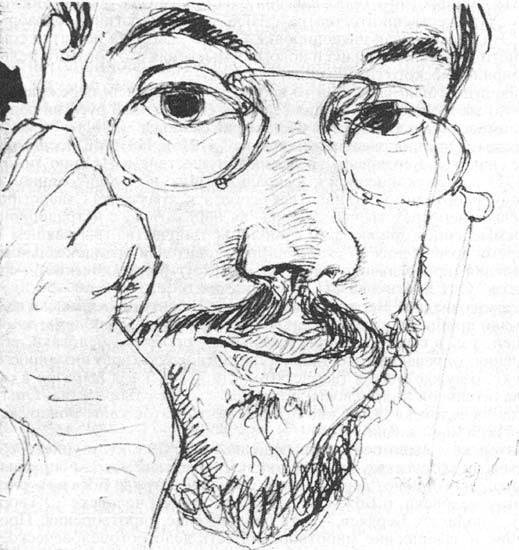
Автопортрет Олександра Бенуа. 1893

Мистецьке життя в Російській імперії наприкінці 1890-х років ускладнилося і набуло барвистості і неоднозначності. На авансцену мистецького життя вийшла нова генерація митців, розчарована в офіційно підтриманому академізмі і з критичним ставленням до демократичного за спрямуванням товариства передвижників.
Нове художнє товариство виникло в столиці імперії і первісно поєднало декількох молодих художників і осіб, що мали різну освіту, не завжди художню (Олександр Бенуа навчався на юридичному факультеті Петербурзького університету). Дягілєв Сергій Павлович та Філософов Дмитро Володимирович — юристи за першою освітою, що закінчили Петербурзький університет.
Вони різні за творчими потенціями, активні у відстоюванні власних настанов і поглядів на мистецтво, його ролі в свідомості і в суспільстві. Але у молодих художників і самі погляди, і смаки перебували в фазі формування. Звідси ретроспективізм і пошуки ідеалів в мистецтві доби Петра I, бароко середини XVIII століття, ампіру доби Павла I. Пошуки ідеалів в мистецтві попередніх століть логічно навернуть діячів товариства до перевідкриття художнього значення і спадку бароко, російського рококо, раннього класицизму XVIII століття, ампіру і культури російської садиби, до перевідкриття художнього значення старовинної архітектури, графіки, порцеляни, які перебували в стані кризи чи стагнації. Настанови молодих митців мали ознаки дворянської культури і пошани до культурного надбання Західної Європи.
Характер відчуженості від демократичних настанов у новому товаристві добре відчув критик Стасов Володимир Васильович, що ворожо поставився до його митців і вбачав в них представників декадансу.
Компромісні позиції виробила Петербурзька академія мистецтв, керівництво якої теж відчувало кризовий стан пізнього класицизму і помертвілого академізму. Саме через це Петербурзьку Академію мистецтв покинули, не завершивши курсу — Бенуа Олександр Миколайович, Сомов Костянтин Андрійович. Леон Бакст навчався в Академії вільним відвідувачем, напівофіційно.
Стан навчальних справ в Академії дещо покращило призначення ректором художника Рєпіна. Але і Бенуа, і Сомов, і Леон Бакст удосконалюватимуть власну майстерність вже за кордоном.

## Бенуа і видання «Світ мистецтва»

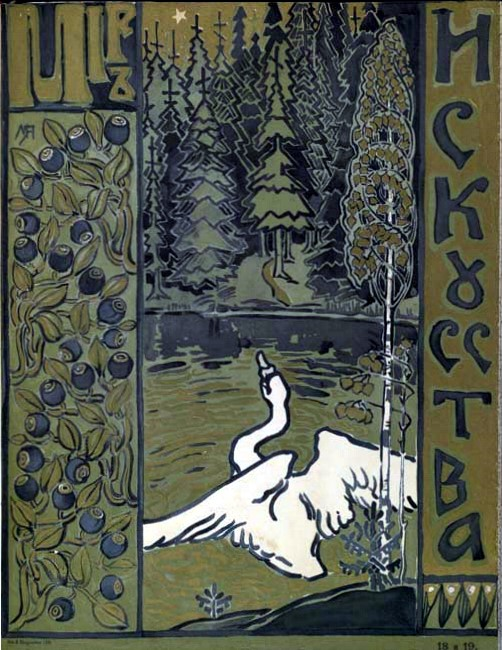
Художниця М. В. Якунчикова, дизайн обкладинки журналу (1899, № 13—18)

У 1894 році Олександр Бенуа почав власну кар'єру теоретика і історика мистецтва, написавши розділ про російських художників для німецької збірки «Історія живопису 19 століття». У 1896—1898 і 1905—1907 рр. працював у Франції. Став одним з організаторів і ідеологів художнього об'єднання «Світ мистецтва», брав участь у новому мистецькому виданні, що мав ту ж назву журнал «Світ мистецтва». Заснування журналу відбулося без Бенуа, процесом керував Сергій Павлович Дягілєв, що заручився коштами княгині Тєнішової та московського мецената Савви Мамонтова. На короткий термін видання призупинилося, на що вплинули розчарування меценатки Тєнішової і зловмисне банкрутство Савви Мамонтова. На допомогу, аби врятувати видання, прийшов впливовий художник Валентин Олександрович Сєров, що поклопотався про надання журналу державної підтримки. Секретарем редакції видання був Д. Філософов.

## Олександр Бенуа і Сергій Дягілєв

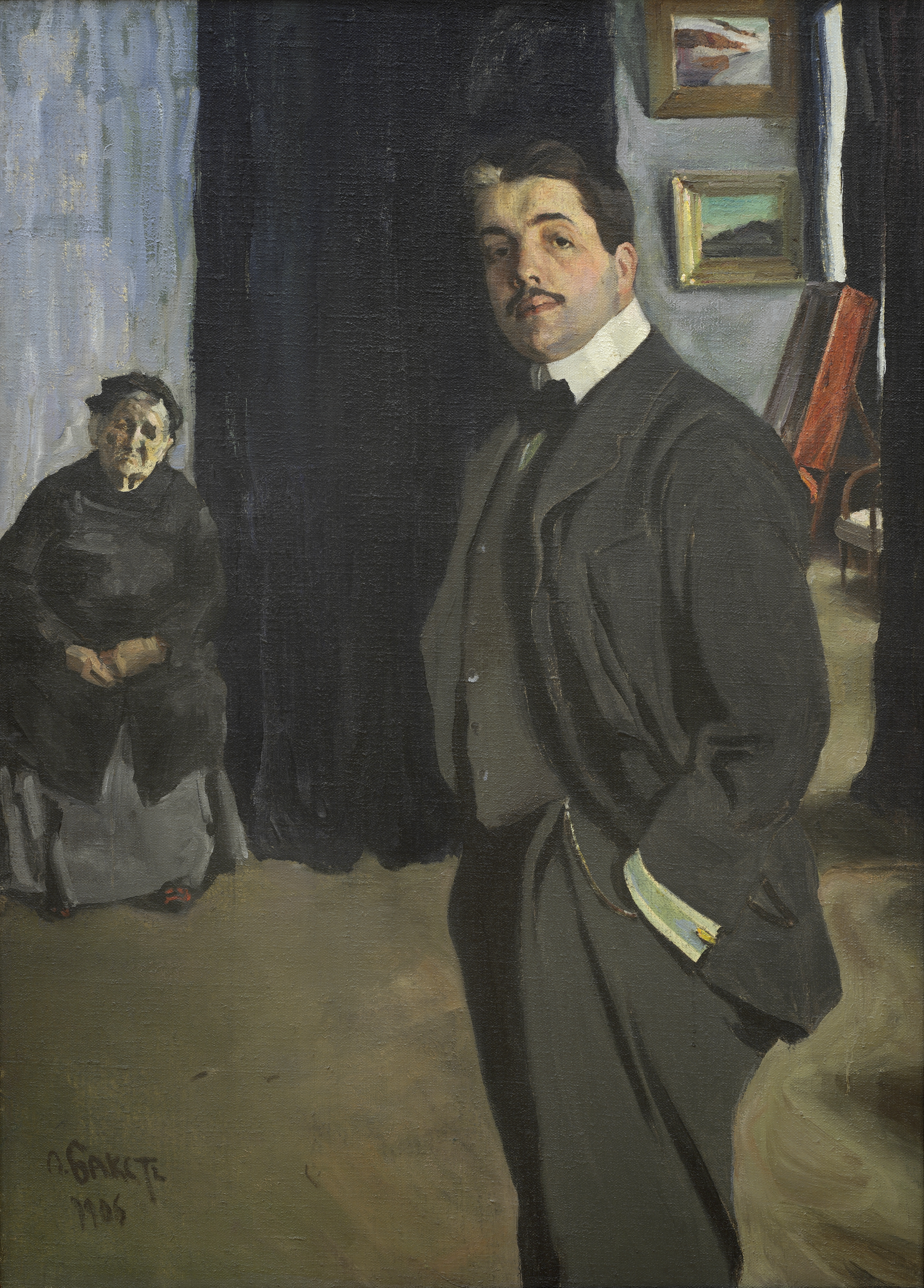
Леон Бакст. Портрет С. П. Дягілєва, 1903—1906

Керівництво в новому художньому товаристві перейшло до Бенуа та Дягілєва. Теоретичні настанови нового товариства були викладені в статтях Дягілєва (російською):
- «Сложные вопросы»,
- «Наша мнимая деградация»,
- «Постоянная борьба»,
- «В поисках красоты»
- «Основы художественного признания», які були оприлюднені в № 1/2 та 3/4 нового журналу.

Але водночас з'явились такі риси діяльності нового художнього товариства, що значно відокремили його від художніх товариств минулого чи тих, що виникли пізніше. Це — реальні спроби оновити і якісно покращити стан справ в образотворчому мистецтві, у графіці, в художній критиці, в театрально-декораційному мистецтві. Товариство створює нові виставки, демонструючи освіченому суспільству портретний живопис XVIII століття, твори закордонних акварелістів, власні твори.

## Театральні твори Бенуа

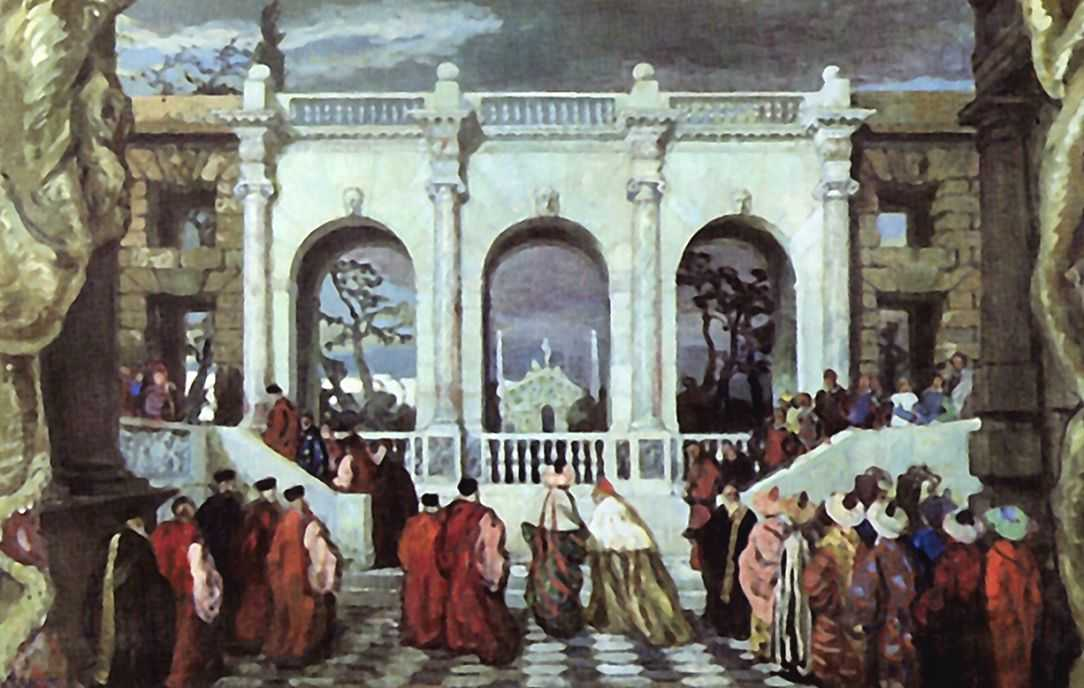
Декорації «Свято в Венеції» до вистави «Ігри» Дебюссі

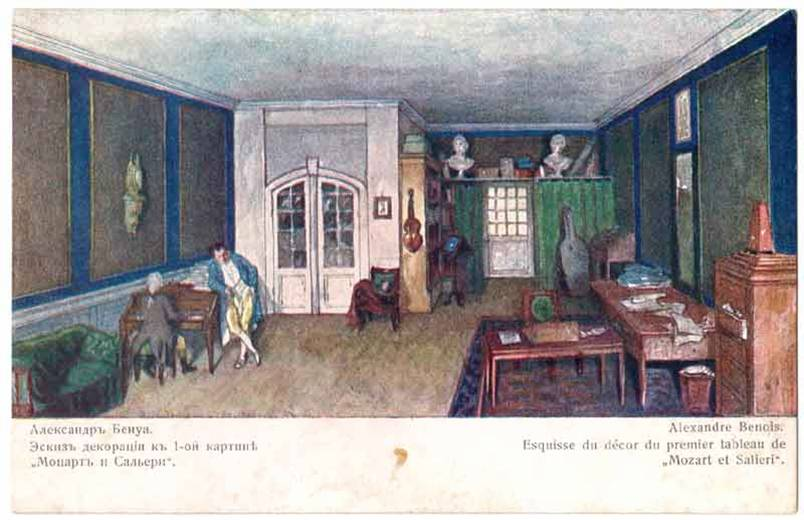
До трагедії «Моцарт і Сальєрі»
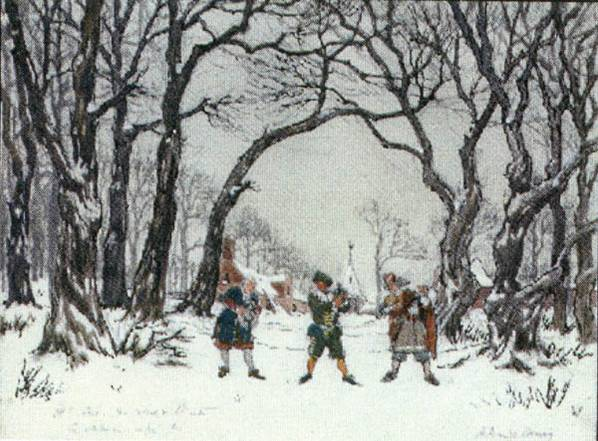
До комедії Мольєра «Лікар мимоволі»
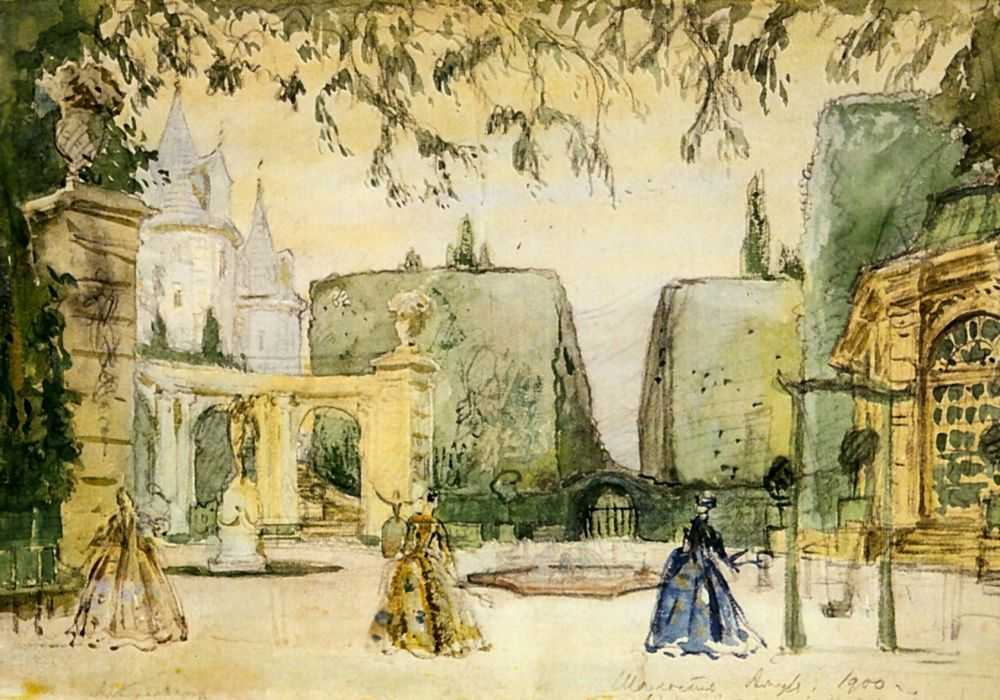
До вистави «Помста Купідона»
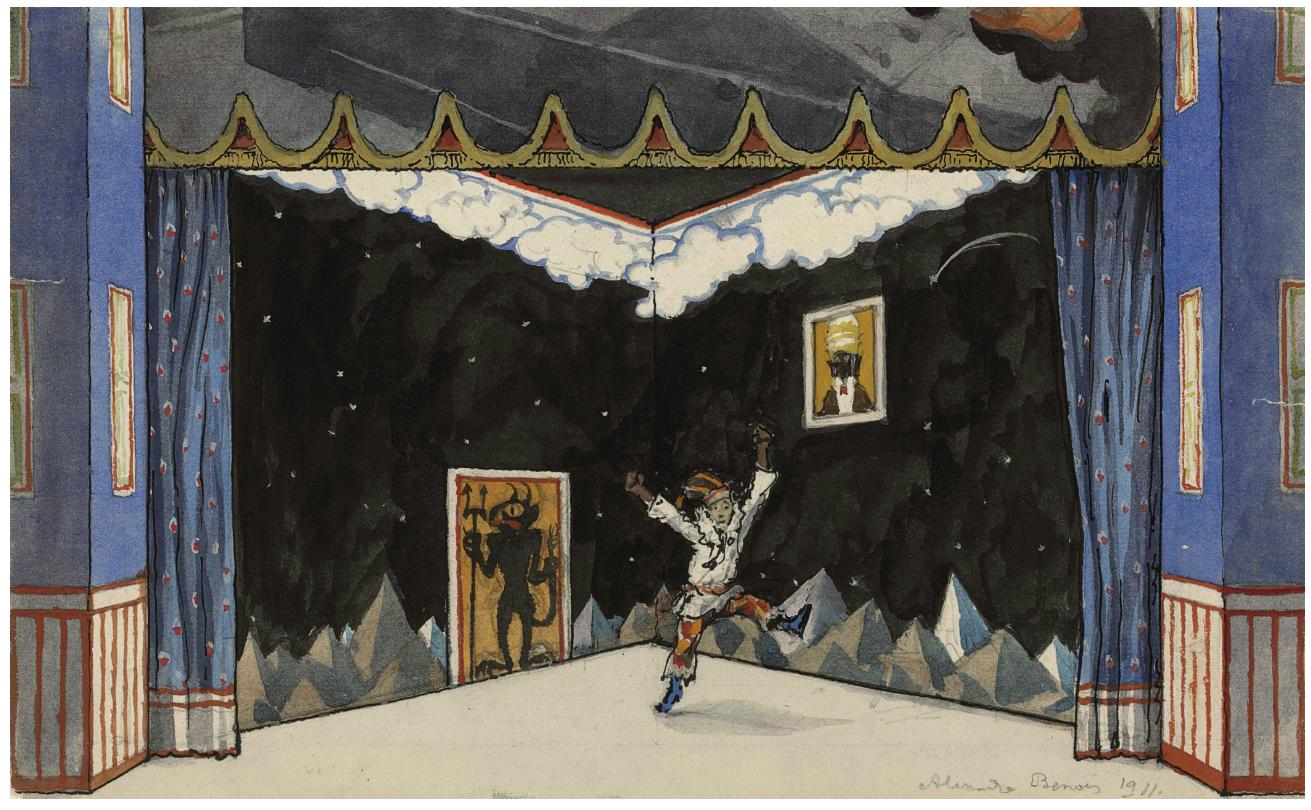
До балету «Петрушка» Стравінського
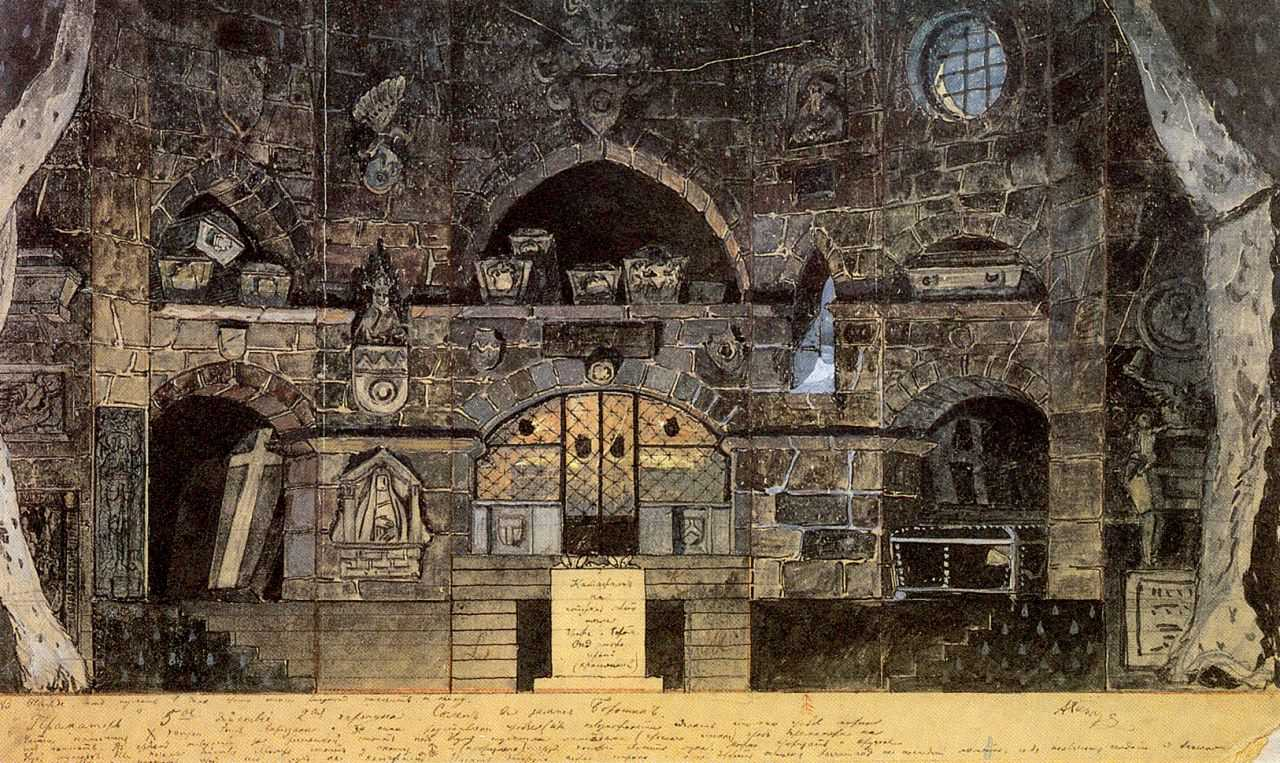
До вистави «Праматір»
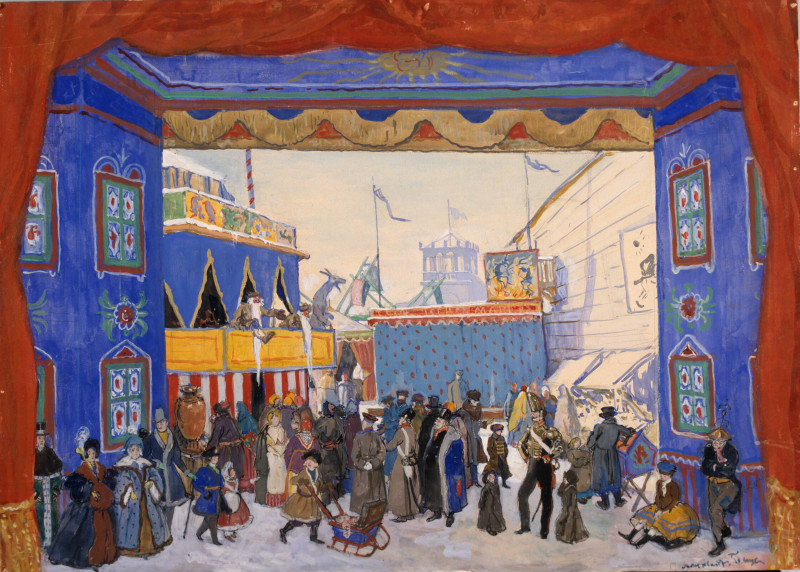
До балету «Петрушка»
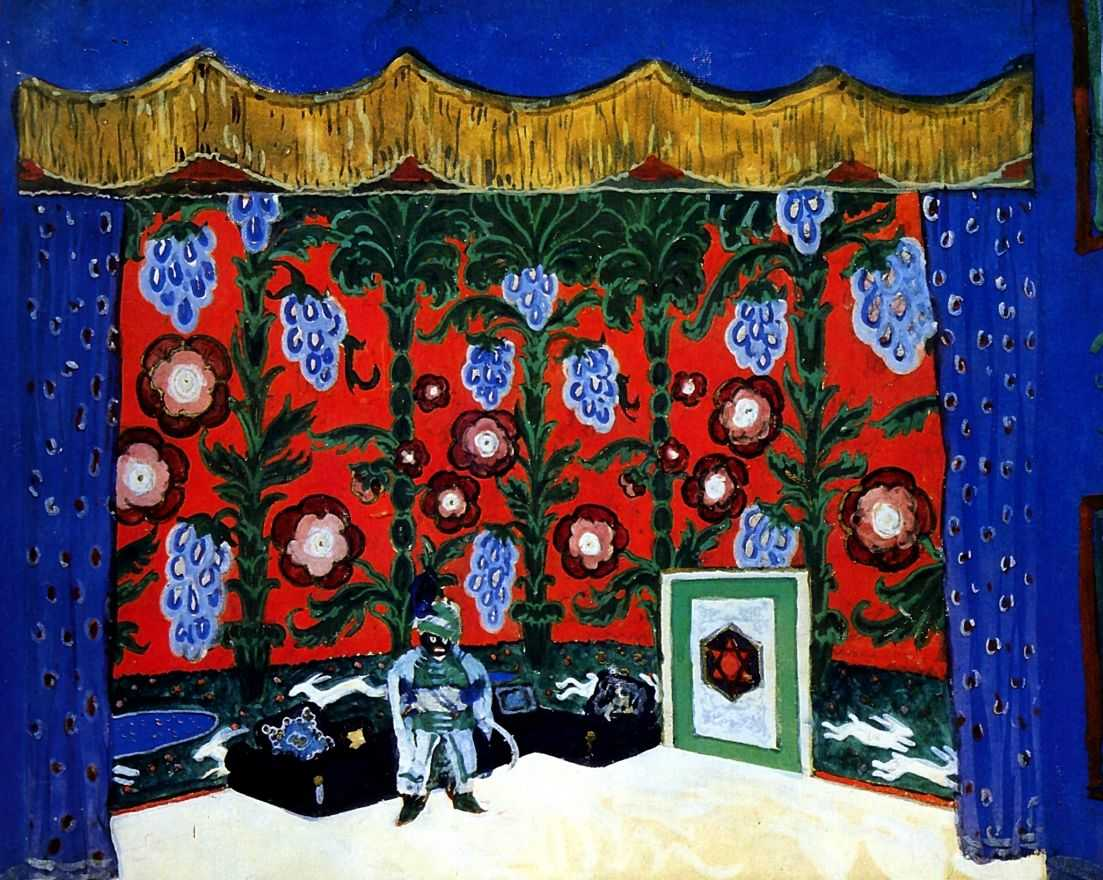
Кімната Чорномора. До балету «Петрушка» Стравінського
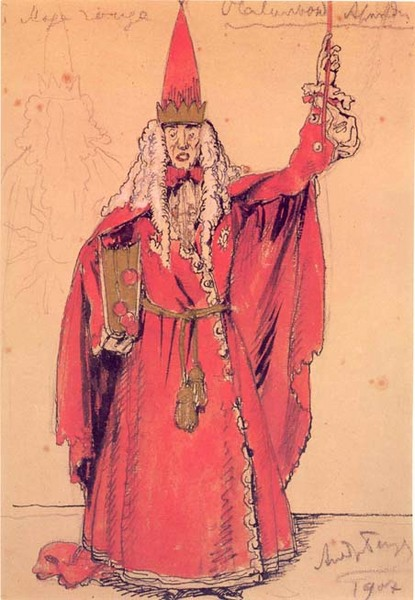
Червоний маг. До балету «Павільйон Арміди».

## Перший період 1898—1904рр

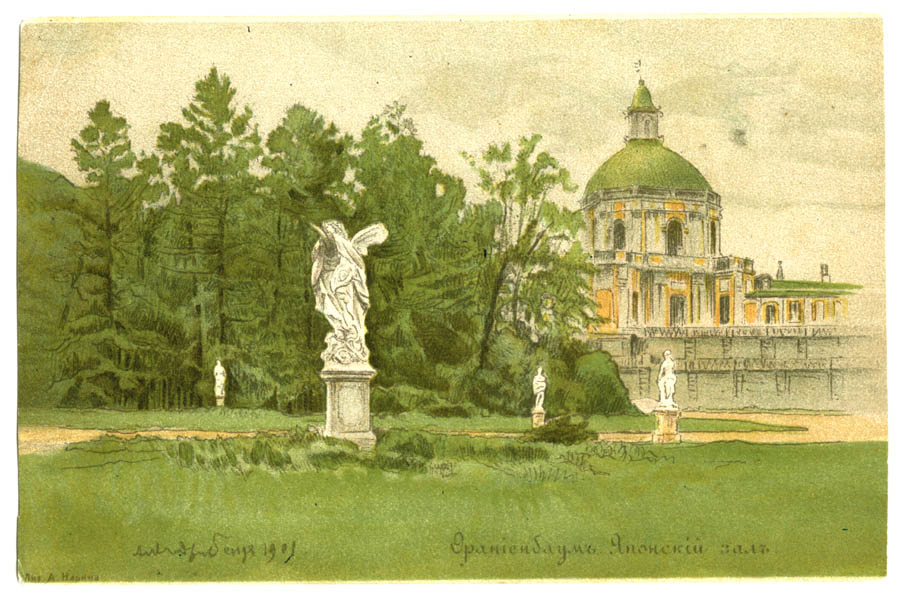
Бенуа О. М. «Японський павільйон та скульптура „Зефір“», 1901, Оранієнбаум, поштівка

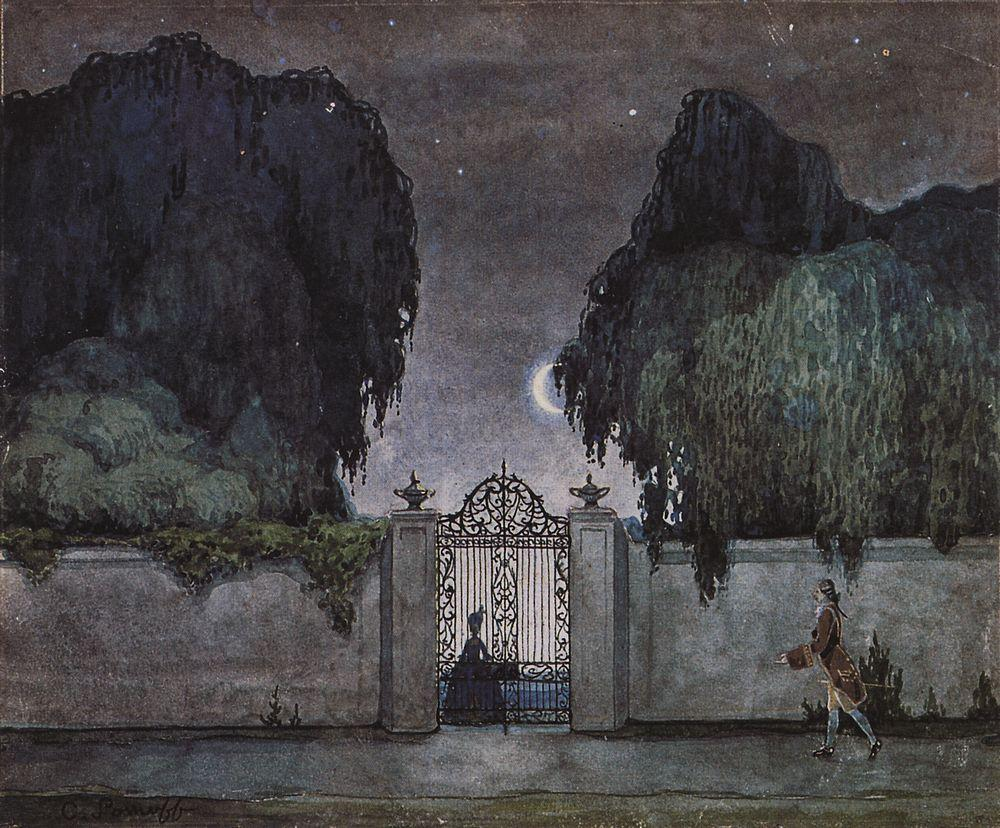
Сомов К. А. «Побачення надвечір», бл. 1920

У перший період діяльності (1898—1904) художнє товариство спромоглося організувати шість виставок:
- 1899 — міжнародна
- 1900
- 1901 — в Імператорській Академії мистецтв, Санкт-Петербург
- 1902 — у Москві та в Санкт-Петербурзі,
- 1903
- 1906.

У початковий період до новоствореного товариства приєднались немолоді й авторитетні діячі російського мистецтва 2-ї половини XIX століття, серед них Михайло Олександрович Врубель, Ісаак Ілліч Левітан, Михайло Васильович Нестеров, Валентин Олександрович Сєров, але всіх пережив лише Нестеров.
Серед діячів першої генерації —
- Дягілєв Сергій Павлович (1872—1929)
- Бенуа Олександр Миколайович (1870—1960)
- Сомов Костянтин Андрійович (1869—1939)
- Леон Бакст (1866—1924)
- Добужинський Мстислав Валеріанович (1875—1957)
- Мілашевський Володимир Олексійович (1893—1976)
- Лансере Євген Євгенович (1875—1946)
- Ционглінський Ян Францевич (1858—1913)
- Остроумова-Лєбедєва Анна Петрівна (1871—1955)
- Філософов Дмитро Володимирович (1872—1940)
- Нувель Вальтер федорович (1871—1949)
- Нурок Альфред Павлович (1860—1919)

## Скрута 1904—1905
Царат втрачав авторитет і все більше відривався від реальних справ в державі. Загрозливі процеси переростали в революційну ситуацію. Керівництво перенаправило народну енергію не на критику царату, а на російсько-японську війну.
На початку 1905 року вийшло з друку останнє число журналу «Світ мистецтва». Видання втратило привабливість через загострення суспільної ситуації в державі, яку втягли у війну. Кошти знадобились царату на ведення війни й офіційна підтримка видання остаточно призупинилась.
У 1904—1910 роки товариство «Світ мистецтва» як окрема художня одиниця практично не існувало. Його роль успадкував Союз російських художників (діячі петербурзького Світу мистецтва поєднались із московським «Товариством тридцяти шести художників»). Останній діяв офіційно до 1910 року і неофіційно до 1924-го.

## Просвітницька діяльність

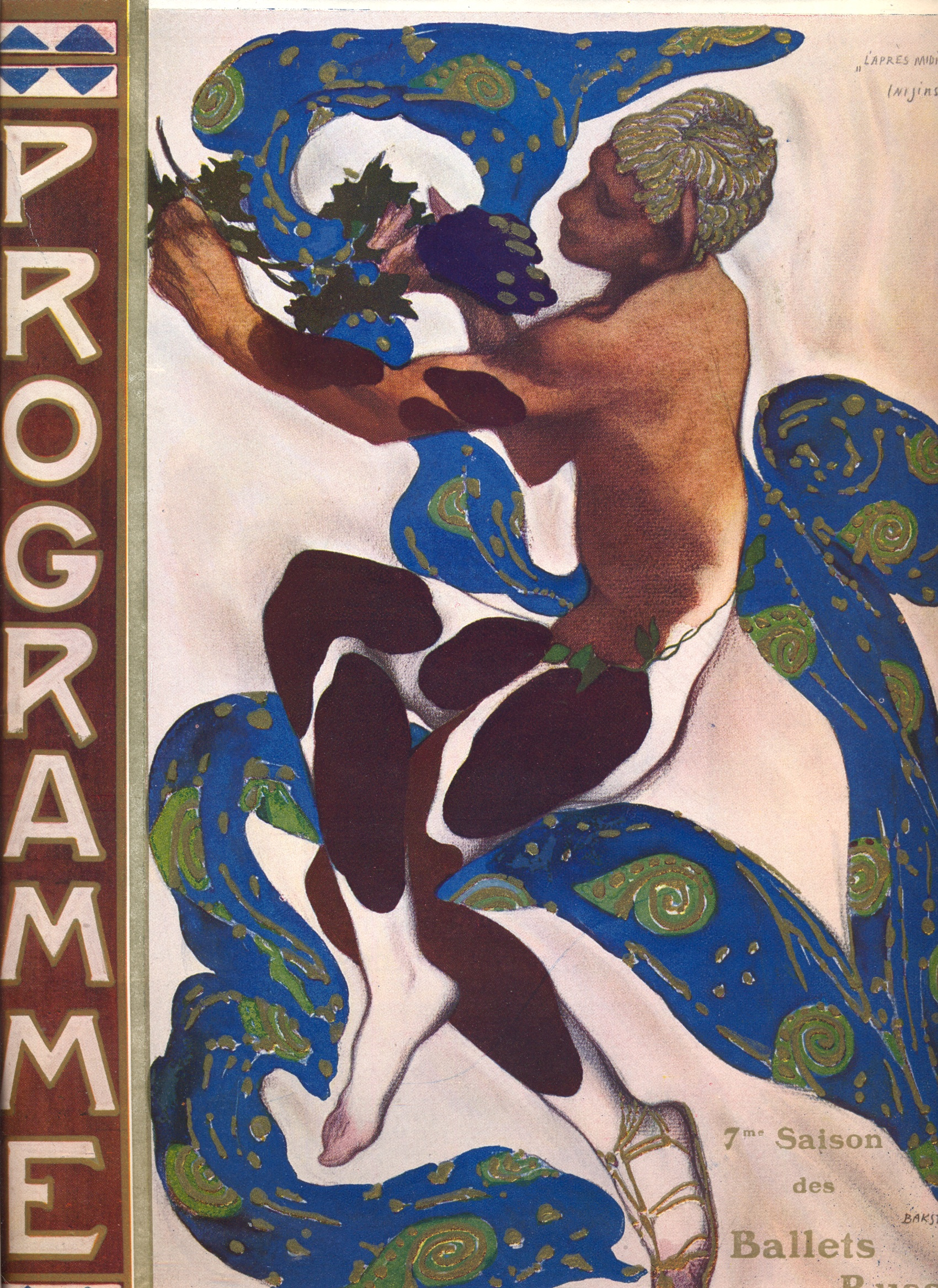
Леон Бакст. Театральна програмка — Ніжинський Вацлав Фомич в балеті «Післяполуденний відпочинок фавна», 1912

Діячі товариства В. Нувель та А. Нурок вели музичну хронику в виданні «Світ мистецтва», а також від імені товариства проводили «Вечори сучасної музики», де публіку знайомили з творами Клода Дебюссі, Сергія Рахманінова, Олександра Скрябіна тощо.
Діячі нового товариства беруть також участь в просвітницькій діяльності видавництва Товариства Св. Євгенії, створюють нові серії поштівок, путівників, монографій, що знайомлять мешканців з різними містами Російської імперії, зі скарбами російського національного мистецтва. Леон Бакст вдало працює і як художник книги, і як художник афіш, і як дизайнер театральних програмок.

## Невдале втручання в комерцію
У 1903 році художнє товариство петербурзьких художників зробило сміливе втручання в комерцію — і створило виробничу майстерню «Сучасне мистецтво». Ініціатором творення став Ігор Грабарь, художник і реставратор, а гроші новому товариству дали меценати С. Щєрбаков та Н. фон Мекк. Організатором був князь Сергій Щербатов, історик за фахом і художник-аматор. На вулиці Велика Морська в Петербурзі відкрили новий магазин, де відвідувачам запропонували нові меблі, ужиткові речі і навіть дизайн нових інтер'єрів. до виробництва залучили найкращих на той час художників. Бенуа та Лансере розробили дизайн старовинних петербурзьких апартаментів. Леон Бакст створив дизайн овального будуара, шляхетно поєднавши знахідки раннього класицизму і сецесію. Врубель дав на виставку майоліку (фігури та вази), вироблену в майстернях садиби Абрамцево. Вони прикрасили парадні сходинки. Коровін розробив інтер'єр Диванної кімнати (чи кімнати для чаювання). Художник декорував стіни текстилем жовтого кольору, на тлі якого було рясно вишите кленове листя. Текстиль Коровін розмежував простими рамами без оздоб з сіро-зеленого дуба. Кімната в цілому мала вигляд альтанки, через тонкі колони якої добре видно рясне зелене листя кленів. Вздовж стін розташував довгий, м'який диван. Драперією слугувало зелене сукно з вишитими синіми квітами. Для чаювання слугували невеликі столи з того ж сіро-зеленого дуба. Поряд з блідими фарбами будуара роботи Бакста Диванна кімната дивувала затишком і своєрідним рішенням. Інтер'єр Коровіна мав найбільший успіх на виставці 1903 року.
Але консервативна за смаками публіка навіть у столиці виявилася не готовою ні до сприйняття нового мистецтва, ні до підтримки сміливого проекту, який визнали занадто коштовним і занадто передчасним.

## Захоплення театром
Цікавість до театра, до опери, до балету, до сценографії мали майже всі діячі товариства і першої, і другої генерації. Не працював в театрі хіба що один Сомов, десятиліттями залишаючись його прихильником і відданим глядачем.

## Дягілєв і концепція «Російських сезонів»
У 1906 році він вдивлявся в Західну Європу, яку підкорятиме декілька десятиліть. Подорож закінчив у Парижі, де готував художню виставку з Росії. І знову успіх. Тоді і з'явилась думка про показ в Парижі панорами російського мистецтва взагалі, а не тільки живопису і скульптури. Так народилась концепція «Російських сезонів».
Незвичний проект збігся з думками російського уряду, зацікавленого в підвищенні свого престижу за кордоном після програної Російсько-японської війни. Дягілєв навіть буде отримувати гроші від держави і підтримку від російського посла в Парижі. Але свою бурхливу і талановиту діяльність Дягілєв не припинить і після сварки-лайки, після забраної субсидії, і після відмови самого Дягілєва від покровителів із Росії.
Недовге повернення до Петербурга. Підготовка до нового Руського сезону, цього разу до концертів. Серед учасників — Сергій Рахманінов, Микола Римський-Корсаков, Глазунов, співак Федір Шаляпін, всесвітня слава якого і почалася з Руських сезонів Дягілєва. Відбулося п'ять надзвичайних концертів.

## Театральні твори Бакста

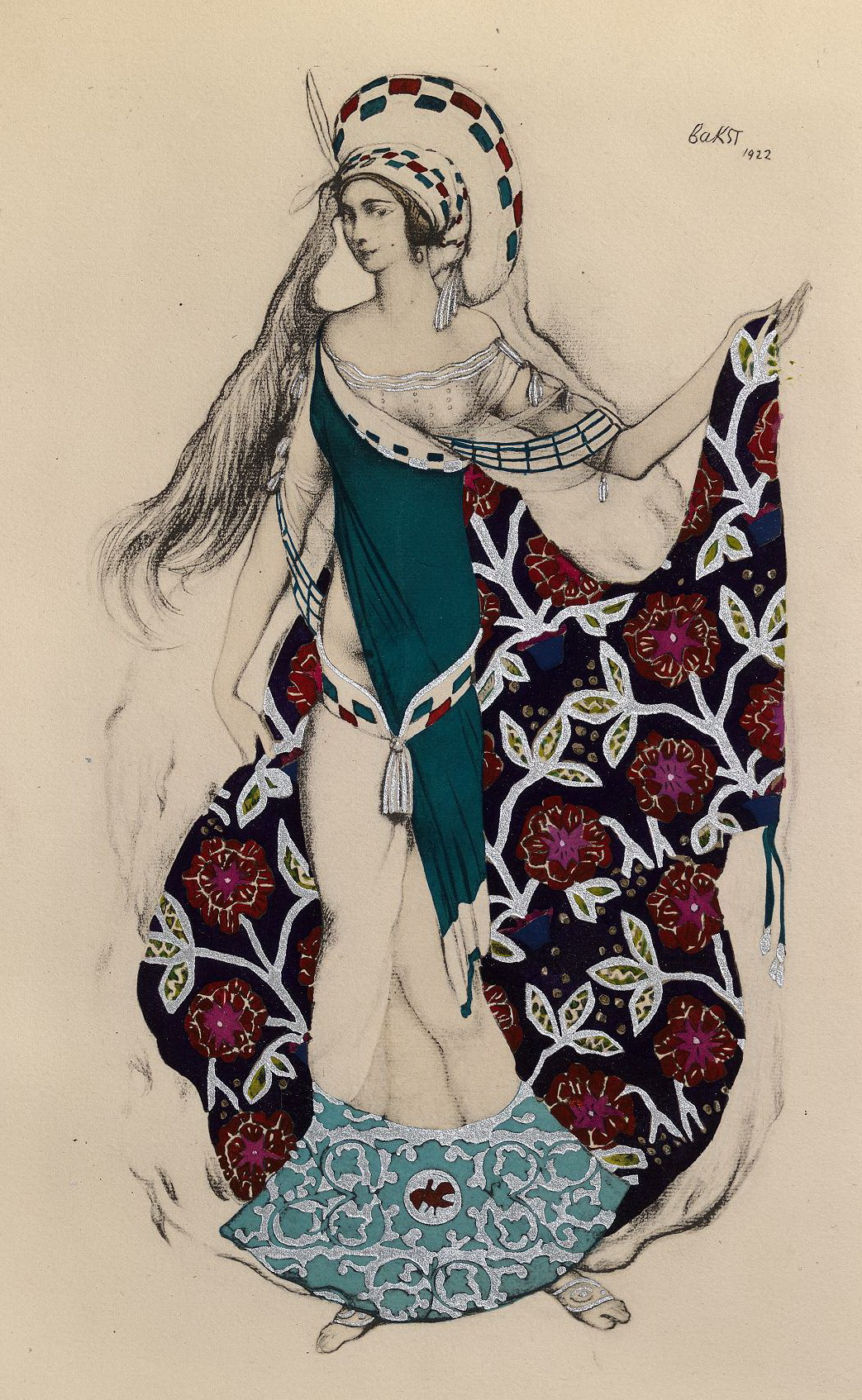
Костюм до балету «Зніяковіла Артеміда»
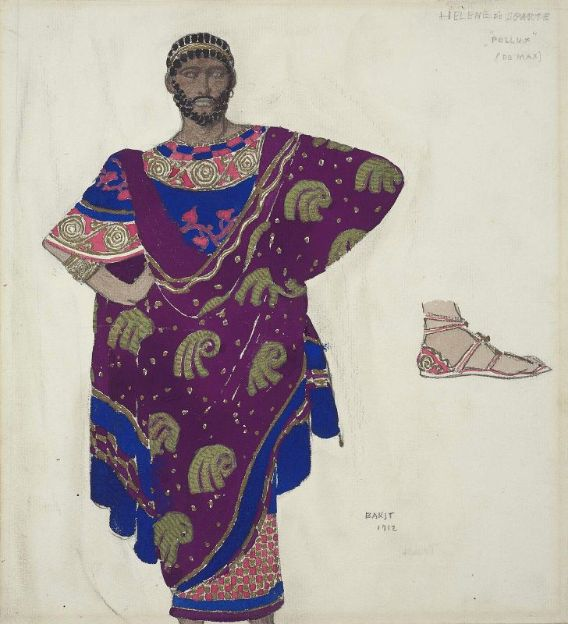
Костюм до балету «Єлена Спартанська»
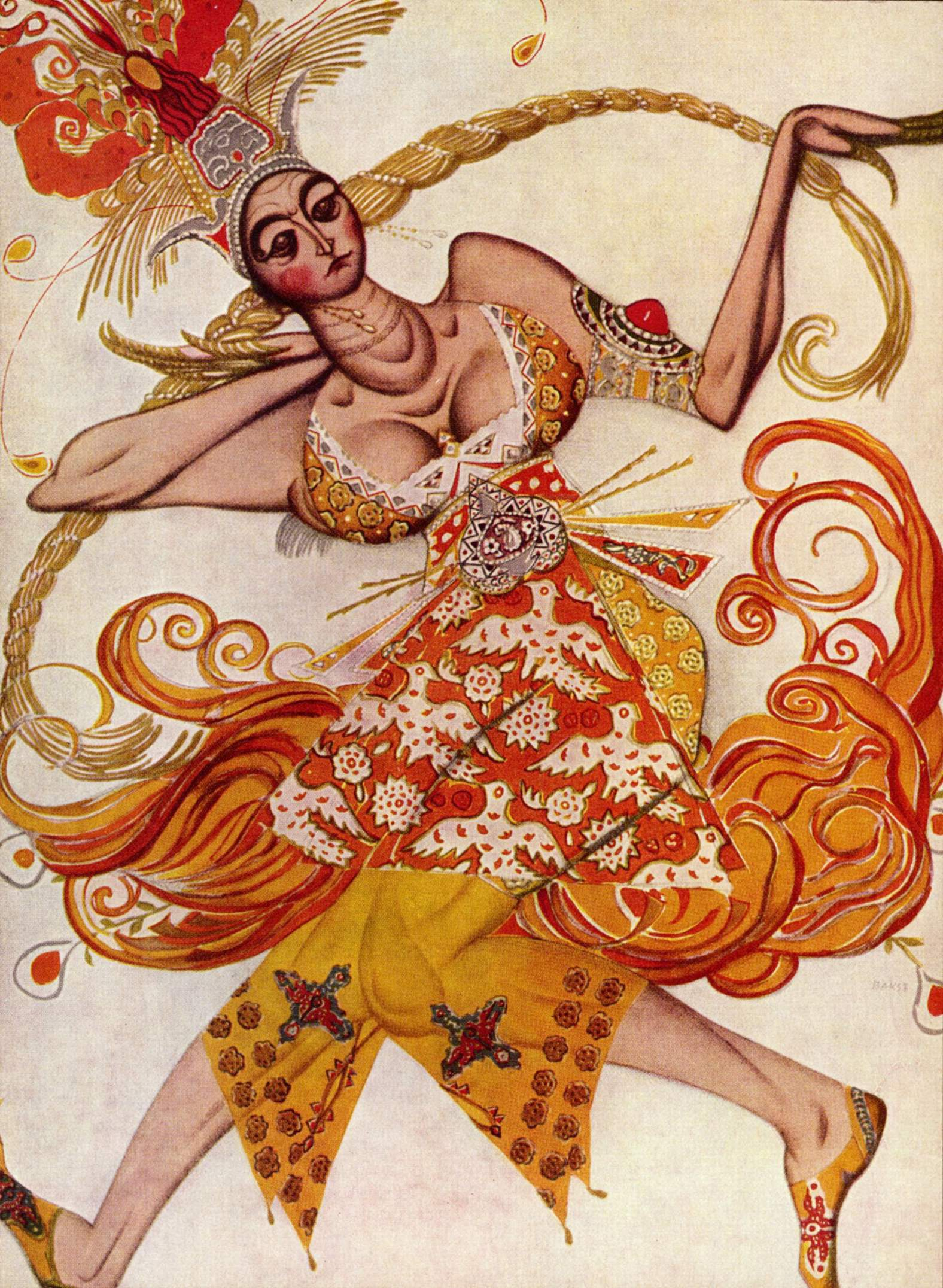
Эскіз (балетний костюм до балету Жар Птиця). 1910 р.
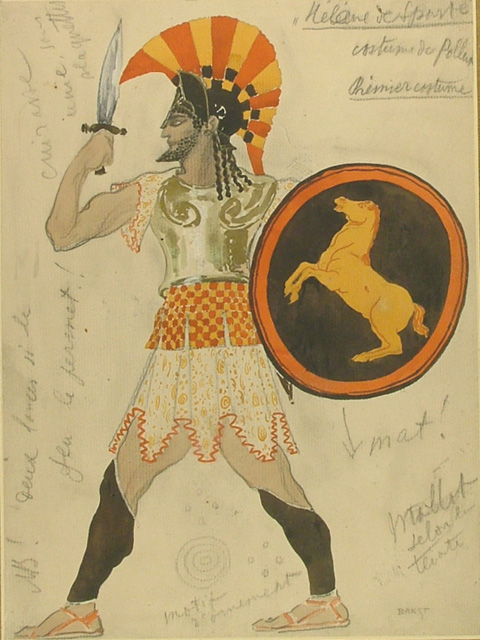
До балету «Єлена Спартанська»
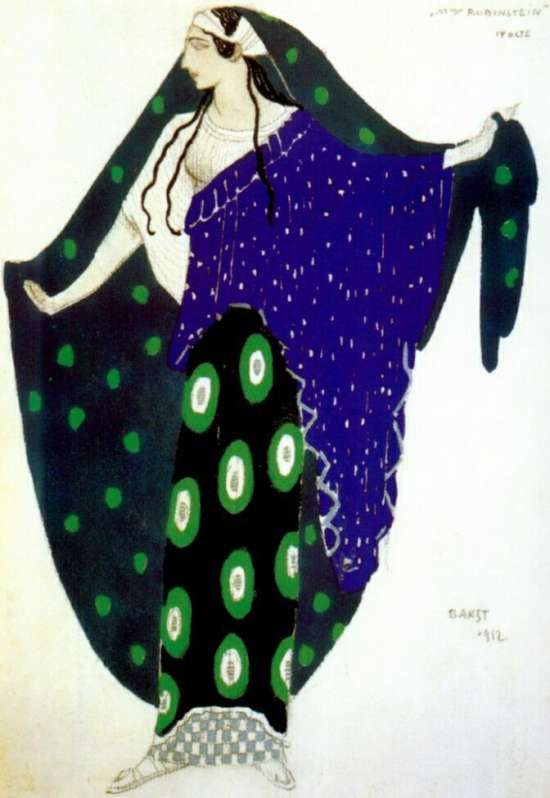
Ескіз костюма для Іди Рубінштейн до балету «Олена Спартанська»
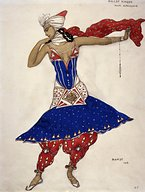
Анна Павлова в костюмі до балету «Арабська фантазія»
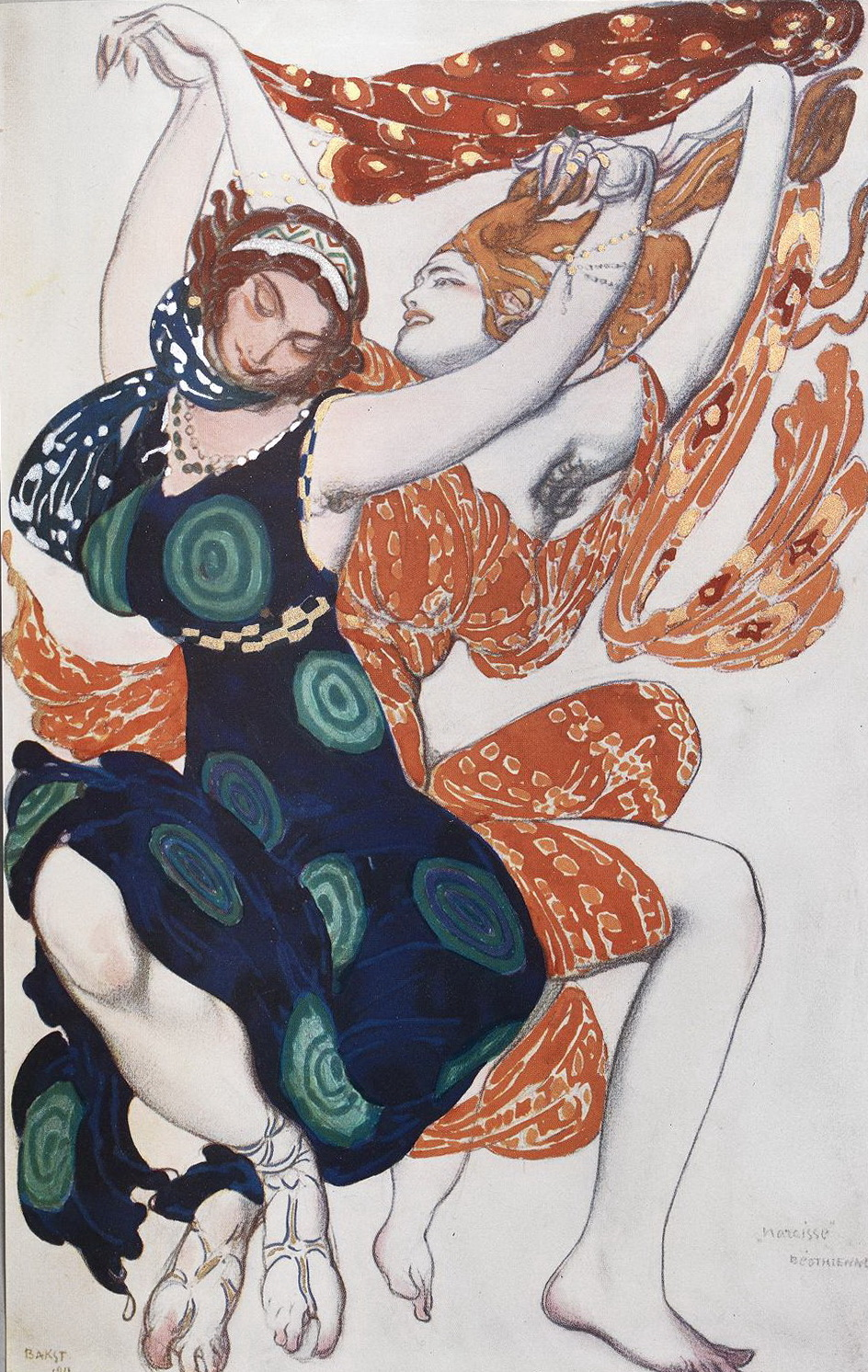
Дві дівчини з Беотії. До балету «Нарцис»
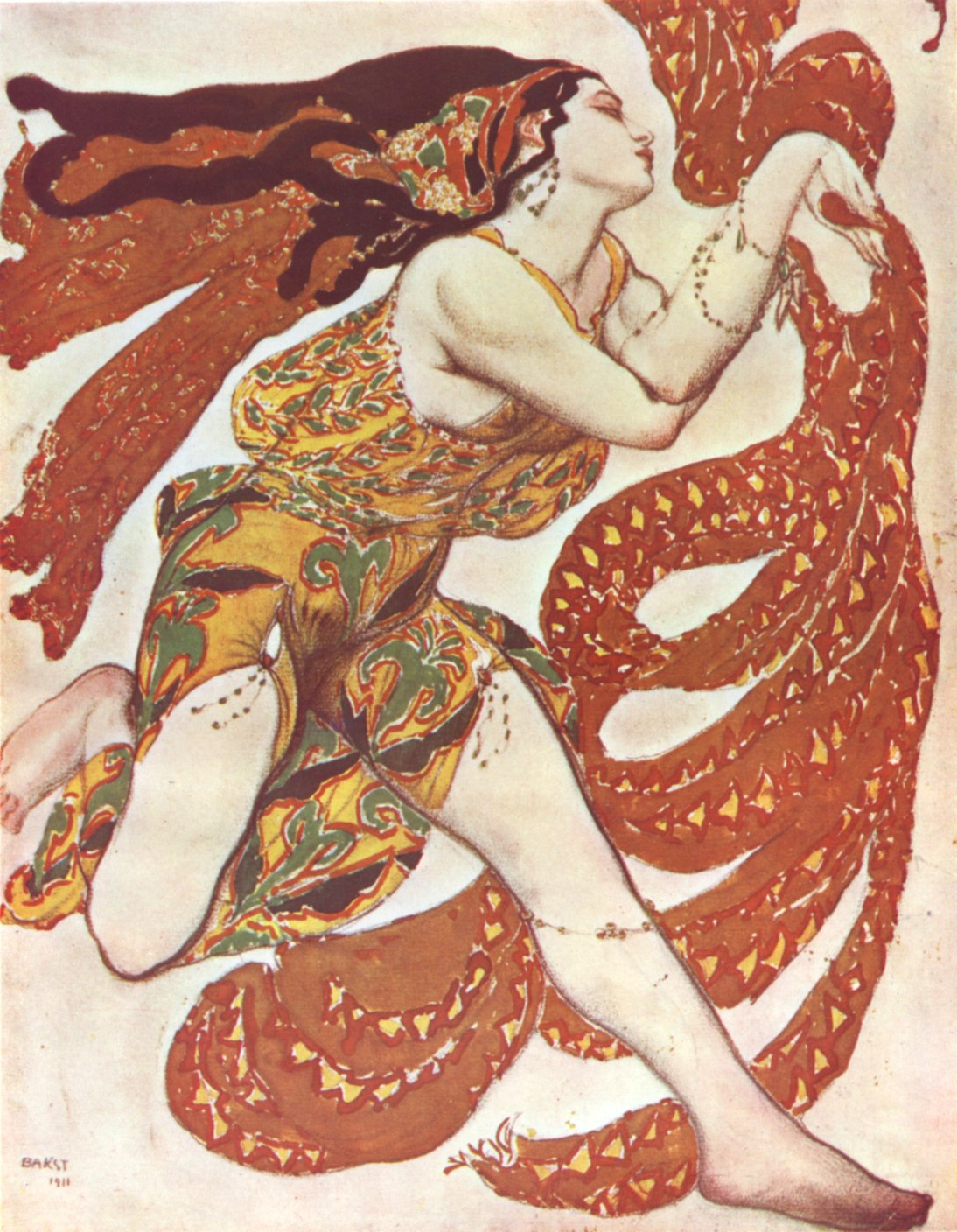
Костюм вакханки до балету «Нарцис»

## Другий період товариства 1910—1927

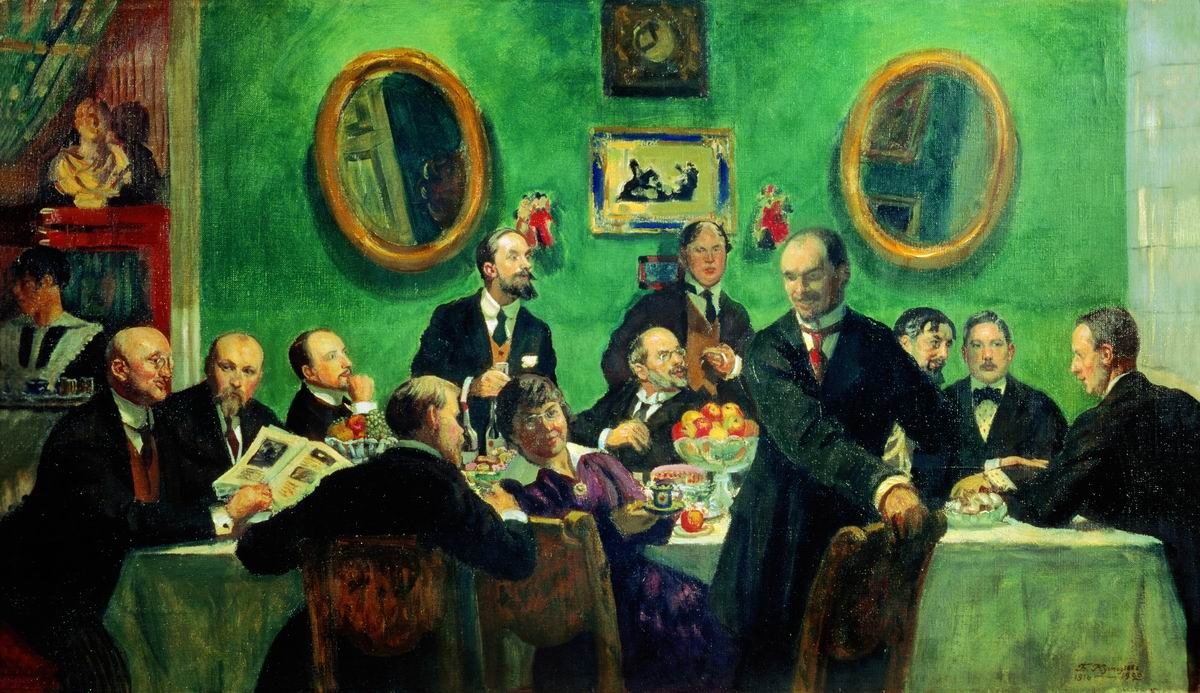
Борис Кустодієв. «Художнє товариство Світ мистецтва другого періоду». 1916—1920

1910 року художнє товариство Світ мистецтва було відновлене. Новим керівником товариства став художник Микола Реріх. Товариство змінило власний склад, куди прийшли нові особистості, серед яких:
- Натан Альтман
- Володимир Татлін
- Мартирос Сарьян
- Борис Кустодієв

Виникла думка, що прихід у товариство представників російського авангарду став покажчиком, що товариство стало лише закладом для виставок, а не художнім напрямком. З 1917 року головою товариства став Іван Білібін, який емігрував в країни у 1920 р.

## Катастрофа 1917 року
Події 1917 року і більшовицький переворот у жовтні того ж року започаткували громадянську війну в країні і культурну та економічну катастрофу на уламках колишньої імперії. Особливо значними були відмінності у офіційному мистецтві радянської держави, що займала ворожі, альтернативні позиції по відношенню до мистецтва доби царату. Мистецтво СРСР мало також агресивний, пропагандистський характер із могутнім впливом цензури і заборони на використання як цілих галузей попереднього митецького періоду (іконопис, монументальне сакральне мистецтво, сакральна архітектура), так і заборону на формальні пошуки, заборону на стилістику модерних форм, декларованих як шкідливих ідеологічно, антирадянських і чужинських. До них були віднесені — кубізм, абстракціонізм, футуризм, сюрреалізм тощо.
Нова варварська влада націоналізувала палаци й садиби і навіть організувала в деяких з них музеї. Але націоналізація мало сприяла збереженню садиб і творів мистецтва в них. Розуміючи це, розпочалася кампанія масового вивезення цінностей з садиб в столиці — масово вивозили панські бібліотеки, картини, меблі, бронза, гобелени, мармурова скульптура. Лише частка стане надбанням художніх музеїв чи державних бібліотек. Більшовицький уряд ухвалив продавати за кордон твори мистецтва і книги заради швидкого і необтяжливого для уряду відновлення промисловості, зруйнованої громадянською війною.
Сталася дивацька ситуація наявності високої, але чужої культури панівного класу, яка не була потрібна в країні ні варварському уряду, ні люмпенському і агресивному населенню, яке і раніше не було ні носієм панської культури, ні її охоронцем чи продовжувачем.
З країни почалася мільйонна еміграція. У першу хвилю еміграції країна втратила як значні мистецькі скарби (приватні архіви, живопис західноєвропейських і російських митців, вивезений самими емігрантами, музейні колекції, розпродані сталінським урядом), так і носіїв тогочасної високої культури. Серед діячів мистецтва, що не сприйняли позитивно більшовизм, «червоний терор», «культурну революцію» і обрали еміграцію —
- Рєпін Ілля Юхимович, художник
- Бенуа Олександр Миколайович, художник
- Філіп Малявін, художник
- Коньонков Сергій Тимофійович, скульптор
- Серебрякова Зінаїда Євгенівна, художник
- Сомов Костянтин Андрійович, художник
- Аннєнков Юрій Павлович, художник, графік
- Сорин Савелій Абрамович, художник, портретист
- Дягілєв Сергій Павлович, артділер, галерист
- Григор'єв Борис Дмитрович, художник
- Чехонін Сергій Васильович, художник, графік, кераміст, дизайнер
- Добужинський Мстислав Валеріанович, художник
- Коровін Костянтин Олексійович, художник
- Городецький Владислав Владиславович, архітектор
- Реріх Микола Костянтинович, художник
- Стравинський Ігор Федорович, композитор,
- Рахманінов Сергій Васильович, композитор, а також значна кількість акторів театру, кіно, балету, низка першокласних письменників і поетів (майбутній нобелівський лауреат Бунін Іван Олексійович, Цвєтаєва Марина Іванівна, Купрін Олександр Іванович, Замятін Євген Іванович, Мережковський Дмитро Сергійович, Муратов Павло Павлович, Бальмонт Костянтин Дмитрович, Вейдле Володимир Васильович, Шмельов Іван Сергійович та ін.)

## Вислід
Представники російського авангарду другого періоду діяльності художнього товариства не мали нічого спільного з настановами засновників товариства — з їх культом культури як такої, культом малюнка, розуміння і захисту високої попередньої (нехай і дворянської) культури.
В СРСР не вітали емігрантів, тому значна кількість архівних документів не оприлюднена досі. В повній мірі це стосується і художника, нічим не небезпечного для країни, Олександра Бенуа, і спадку Сергія Дягілєва. Не політичні й не державні діячі, Бенуа та Дягілєв десятиліттями замовчувалися. Досі не передруковані «Художні листи», що писав Бенуа в 1908—1917 роках і які друкувала відома газета тої доби «Речь». Його листи в книзі «Олександр Бенуа в роздумах» були порізані радянською цензурою і передруковані неповними. Фонд (неповний архів) Олександра Бенуа у відділі рукописів Державного Російського музею залишається практично недоступним для науковців. Багато документів розсіяно по різних державних установах і приватних архівах, що надзвичайно утруднює вивчення творчості й біографії митця. Почався наш довгий шлях пошуків до Бенуа Олександра Миколайовича, якого в достатньому обсязі ще не знає ніхто.
Частково живопис, малюнки, графічні твори колишнього художнього товариства перейшли до збірок Російського музею (Санкт-Петербург), Третьяковської галереї (Москва), але вони переважно стосуються допереворотного (до 1917) періоду діяльності товариства. Частку творів (сорок) діячів художнього товариства передав у Музей образотворчих мистецтв імені Пушкіна колекціонер з Ленінграда Рамм Олександр Наумович, що була практично останньою значною приватною колекцією, присвяченою зниклому товариству. Невелику кількість творів передали також закордонні колекціонери Микита та Ніна Лобанови-Ростовські, та пейзажні графічні твори Олександра Бенуа — володар із Сан-Франциско Семен Васильович Папков.
Художники-емігранти з радянської Росії у Франції відновили творчу і виставкову діяльність у Парижі. Вони використовували ту ж назву «Світ мистецтва», хоча брали участь у виставках лише художники-емігранти, що перебували в Парижі. Виставковими майданами були галерея La Boёtie та «Осінній салон». Так, у комітет виставки 1921 р. входили: А. Шервашидзе (голова), А. Яковлев (секретар), Савелій Сорін, Борис Григор'єв, Н. Ремізов, В. Шухаєв, С. Судейкін. Власні твори на виставку 1921 р. дали — А. Белобородов, Олександр Бенуа, Наталя Гончарова, Борис Григор'єв, Михайло Ларионов, Н. Милліоти, А. Мильман, Х. Орлова, Н. Ремізов, Микола Реріх, Л. Сологуб, Костянтин Сомов, Савелій Сорин, Д. Стеллецький, С. Судейкин, С. Судьбінін, Н. Тархов, Е. Ширяєв, В. Шухаєв, А. Яковлев.
Дві завершальні виставки товариства емігрантського «Світу мистецтва» відбулися 1924 та 1927 року теж за кордоном.
Наш шлях до вивчення творчості окремих митців і багатьох аспектів діяльності товариства Світ мистецтва тільки розпочався.